# Unione Sportiva Anconitana-Bianchi 1936-1937
Questa pagina raccoglie i dati riguardanti l'Unione Sportiva Anconitana-Bianchi nelle competizioni ufficiali della stagione 1936-1937.

## Rosa
| N. |                   | Ruolo | Calciatore       |
| -- | ----------------- | ----- | ---------------- |
|    | Italia (bandiera) | C     | Rutilio Baldoni  |
|    | Italia (bandiera) |       | Luigi Bertuzzi   |
|    | Italia (bandiera) | C     | Fermo Colombo    |
|    | Italia (bandiera) | A     | Guido Corbelli   |
|    | Italia (bandiera) | A     | Augusto Cristina |
|    | Italia (bandiera) |       | Angelo Fenini    |
|    | Italia (bandiera) | C     | Silvio Finotto   |
|    | Italia (bandiera) | C     | Ellero Ghetti    |

| N. |                   | Ruolo | Calciatore           |
| -- | ----------------- | ----- | -------------------- |
|    | Italia (bandiera) |       | Umberto Mondaini     |
|    | Italia (bandiera) | A     | Francesco Orzan      |
|    | Italia (bandiera) |       | Renato Pasquinucci   |
|    | Italia (bandiera) |       | Armando Radice       |
|    | Italia (bandiera) | D     | Ferruccio Ratti      |
|    | Italia (bandiera) | P     | Angelo Rotondi       |
|    | Italia (bandiera) | D     | Mario Signoretto     |
|    | Italia (bandiera) | A     | Corrado Silvestrelli |